# Mesopristes elongatus
Mesopristes elongatus là một loài cá thuộc họ Terapontidae. Nó là loài đặc hữu của Madagascar. Môi trường sống tự nhiên của nó là các con sông. Nó bị đe dọa do mất môi trường sống.

## Hình ảnh

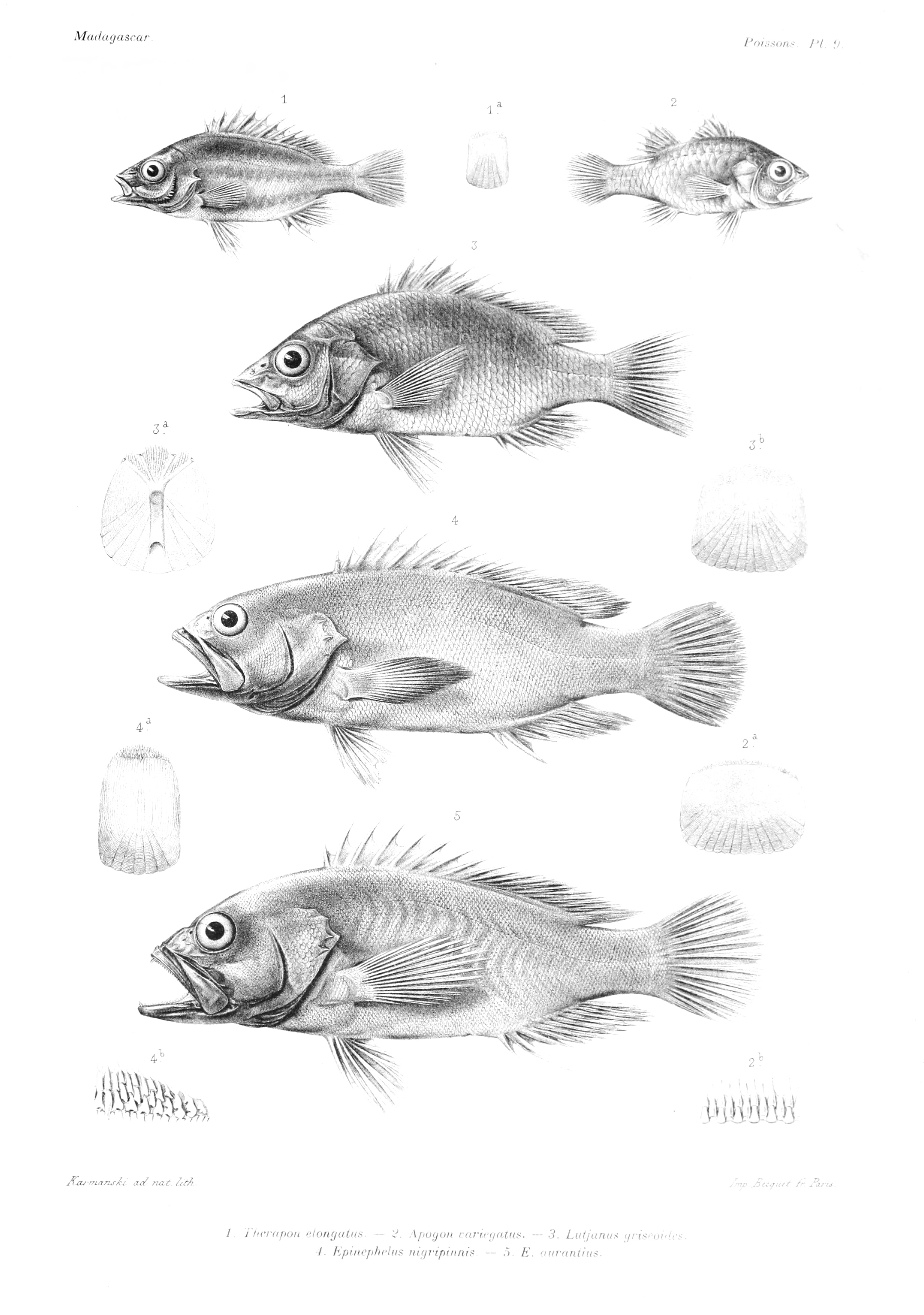